# Zjanna Agalakova
Zjanna Leonidovna Agalakova (ryska: Жа́нна Леони́довна Агала́кова, engelska: Zhanna Agalakova), född 6 december 1965 i Kirov i Sovjetunionen, är en rysk journalist, korrespondent och nyhetspresentatör.
År 2002 nominerades hon för utmärkelsen TEFI Award(en) och 2006 tilldelades hon utmärkelsen Medal of the Order "For Merit to the Fatherland"(en ). Hon uppmärksammades i mars 2022 för att lämna sin befattning i Pervyj Kanal i protest mot Rysslands invasion av Ukraina 2022 och lever sedan dess i exil.

## Biografi
År 1992 började Agalakova på RIA Novosti som deras kändis-bevakare. Mellan 1996 och 1999 var hon verksam vid den ryska tv-kanalen NTV.
I oktober 1999 gick hon över till Pervyj Kanal ("Kanal ett"), där hon presenterade dag- och kvällssändningar av Novosti ("Nyheter"), samt kvällsnyheterna Vremja. I maj 2000 presenterade hon den ryska juryns röstning i Eurovision Song Contest som då hölls i Stockholm. Mellan 2000 och 2002 presenterade hon tv-programmet Vremena tillsammans med Vladimir Posner.
I september 2005 blev Agalakova Pervyj Kanals korrespondent i Paris och mellan januari 2013 och augusti 2019 kanalens speciella korrespondent i New York.
Från augusti 2019 var hon åter verksam i Paris, och sedan mars 2021 har hon inriktat sig på att bevaka händelser även i andra europeiska länder.
Agalakovas sista framträdande i Pervyj Kanal sändes den 17 februari 2022. Den 3 mars tillkännagjorde hon sin avskedsansökan där hon officiellt lämnade sin tjänst två veckor senare, den 17 mars 2022. Hon angav att hon lämnade i protest över Rysslands invasion av Ukraina 2022, där hon fick nog när hon fick order om att kalla invasionen av Ukraina för en "fredsskapande operation". Hon varnar för att Kremls propaganda om en "avnazifiering" av Ukraina är effektiv då många ryssar känner att de måste fortsätta sina farföräldrars kamp. I en intervju som publicerades av BBC i maj 2022 uppmanade Agalakova ryska medborgare att "stänga av tv:n" och beskrev den ryska statliga tv:n som "a brainwashing machine".
I februari 2025 blev Agalakova av det ryska justitiedepartementet klassificerad som en utländsk agent (foreign agent).